# Angel Angelov
Angel Angelov, född den 10 juli 1948, är en bulgarisk boxare som tog OS-silver i lätt welterviktsboxning 1972 i München. I finalen förlorade Angelov mot amerikanen Ray Seales.